# Philippe Receveur
Pour les articles homonymes, voir Receveur.
Philippe Receveur, né le 21 juin 1963 à Bassecourt, est une personnalité politique suisse, membre du Parti démocrate-chrétien et d'écologie libérale.

## Biographie
Juriste de formation, il est élu de 1988 à 2000 au Conseil général de sa commune de Bassecourt, qu'il préside en 1993.
Également président de la commission de conciliation en matière de bail, il est le secrétaire général du Parti démocrate-chrétien du Jura de 1996 à 2006, après avoir été rédacteur responsable de l'organe d'information du PDC Jura. Durant cette même période, il préside le centre national de formation et de perfectionnement des experts automobiles à Berne et est administrateur du Centre romand d'examens des moniteurs de conduite à Lausanne. Il est également président de la commission cantonale d'examens pour l'obtention du certificat de cafetiers, restaurateurs et hôteliers et le président du conseil de fondation d'un collège privé.
Élu au Gouvernement jurassien le 12 novembre 2006, il y prend la tête du Département de la Santé, des Affaires sociales et des Ressources humaines dès le 1er janvier 2007. Il est vice-président de la Conférence latine des directeurs cantonaux de la santé (CLASS) en 2009 et 2010, ainsi que membre du comité de la Conférence suisse des directeurs cantonaux de la santé (GDK-CDS) jusqu'en 2010.
En 2009, il est désigné au sein de la représentation suisse au Congrès des pouvoirs locaux et régionaux du Conseil de l'Europe à Strasbourg par le Conseil fédéral. Il en assume la présidence depuis la 23e session plénière d'octobre 2012. Il siège à la Commission des questions d'actualité ainsi qu'au Groupe de travail sur la coopération interrégionale (GT-CIR).
Membre du conseil de fondation du service social international (ONG fondée en 1932) à Genève et Zürich, Philippe Receveur a également été le président de la Fourchette verte suisse de mai 2009 à juin 2011.
Réélu en 2010, il prend la tête du Département de l'Environnement et de l'Équipement et préside le Gouvernement jurassien en 2011.
Depuis 2011, il est aussi coprésident de l'Association Interlignes pour la réouverture de la ligne ferroviaire Bienne-Belfort et vice-président de l'Association Trans Europe TGV Rhin-Rhône-Méditerranée.
Depuis 2012, il représente le Jura au comité du SAB, le Groupement suisse pour les régions de montagne, préside simap.ch, système d'information sur les marchés publics en Suisse et siège au Comité de pilotage eGovernment suisse, le programme de cyberadministration de la Confédération, des Cantons et des communes
Le 15 octobre 2014, dans le cadre de la 27e session du Congrès du Conseil de l'Europe, Philippe Receveur a été élu président de la Commission pour le respect des obligations et engagements des États membres de la Charte européenne de l'autonomie locale (Commission de suivi). Dès cette même date, il représente le Congrès au sein de la Commission européenne pour la démocratie par le droit dite aussi Commission de Venise.
Philippe Receveur, qui avait annoncé son retrait du Gouvernement pour la fin 2015, quitte ses fonctions politiques après deux mandats consécutifs et 27 ans de service public jurassien. Un temps pressenti pour prendre la direction de l'Office fédéral de l'environnement, c'est finalement dans le domaine des affaires en Suisse et à l'international ainsi que de la formation supérieure qu'il est désormais actif depuis janvier 2016. Parallèlement le nouveau Gouvernement jurassien le nomme président du Conseil d'administration de l'Hôpital du Jura à compter du 1er mai 2016. Il intègre également le Conseil scientifique de la Swiss School of Economics où il est notamment chargé du séminaire de droit public à l'intention d'étudiants étrangers candidats au Master in business administration (MBA).